# 太空任務組

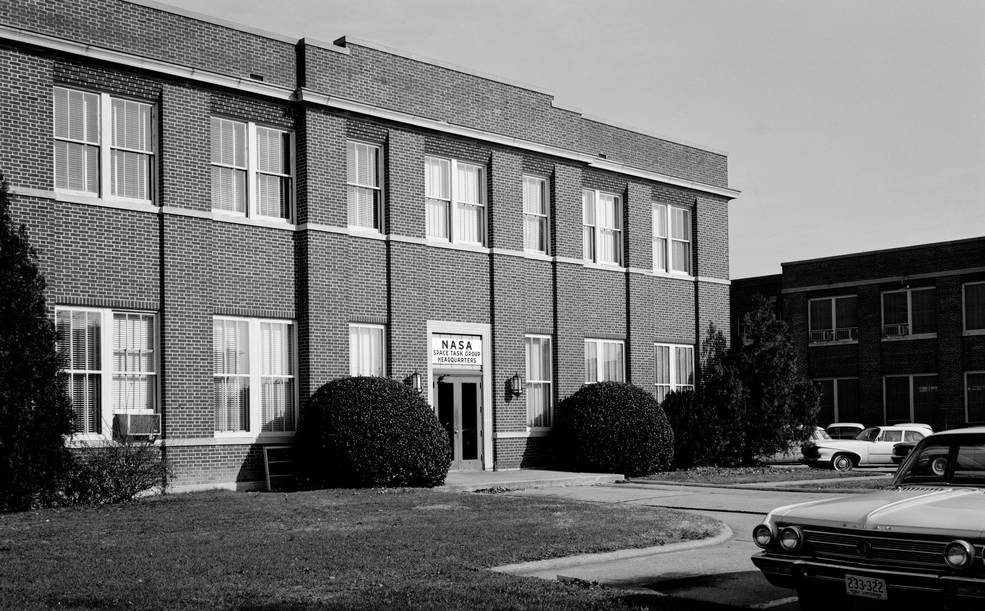
位于弗吉尼亚州汉普顿兰利研究中心的太空任务组总部大楼

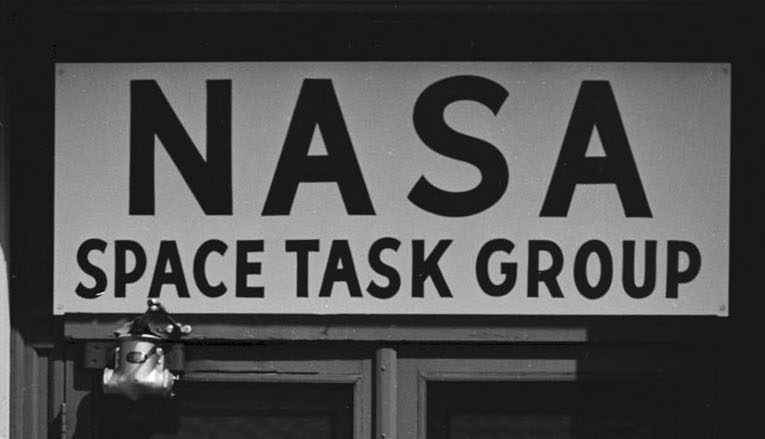
太空任务组总部大楼上的标志，1961年

太空任务组（英语：Space Task Group，简称STG）是美国国家航空航天局（NASA）于1958年成立的一个工程师工作组，负责管理美国的载人航天项目。该小组由罗伯特·R·吉尔鲁斯领导，总部设立在弗吉尼亚州汉普顿的兰利研究中心，负责管理水星计划和后续流程。1961年，约翰·肯尼迪总统为阿波罗计划制定了让一个人类乘坐宇宙飞船登陆月球并且安全返回的目标后，NASA决定需要一个更大的组织与新设施来履行工作组后续的职能，于是将太空工作组改建为位于得克萨斯州休斯顿的载人航天器中心（Manned Spacecraft Center，现林登·约翰逊太空中心）。
后来，太空工作组这个词常被含糊使用。通常指一个由当届美国总统任命的特设委员会，负责推荐载人航空项目，通常由当届副总统担任主席。如在1969年2月，理查德·尼克松总统就任命了由斯皮罗·阿格纽副总统担任主席这样的一个特设委员会，负责制定阿波罗计划后的太空战略。